# Малые Кабаны
Ма́лые Кабаны́ (тат. Кече Кабан) — село в Лаишевском районе  Республики Татарстан Российской Федерации. Является административным центром Большекабанского сельского поселения.

## География
Село находится близ автомобильной дороги Казань — Оренбург, в 40 километрах к северо-западу от города Лаишево, в 6 км от аэропорта Казань. 

## Население
| 1782               | 1859 | 1897 | 1908 | 1920 | 1926 | 1938 | 1949 | 1958 | 1970 | 1979 | 1989 | 2002 |
| ------------------ | ---- | ---- | ---- | ---- | ---- | ---- | ---- | ---- | ---- | ---- | ---- | ---- |
| 132 души муж. пола | 460  | 769  | 767  | 872  | 940  | 676  | 741  | 870  | 755  | 360  | 825  | 454  |

## Социальная инфраструктура

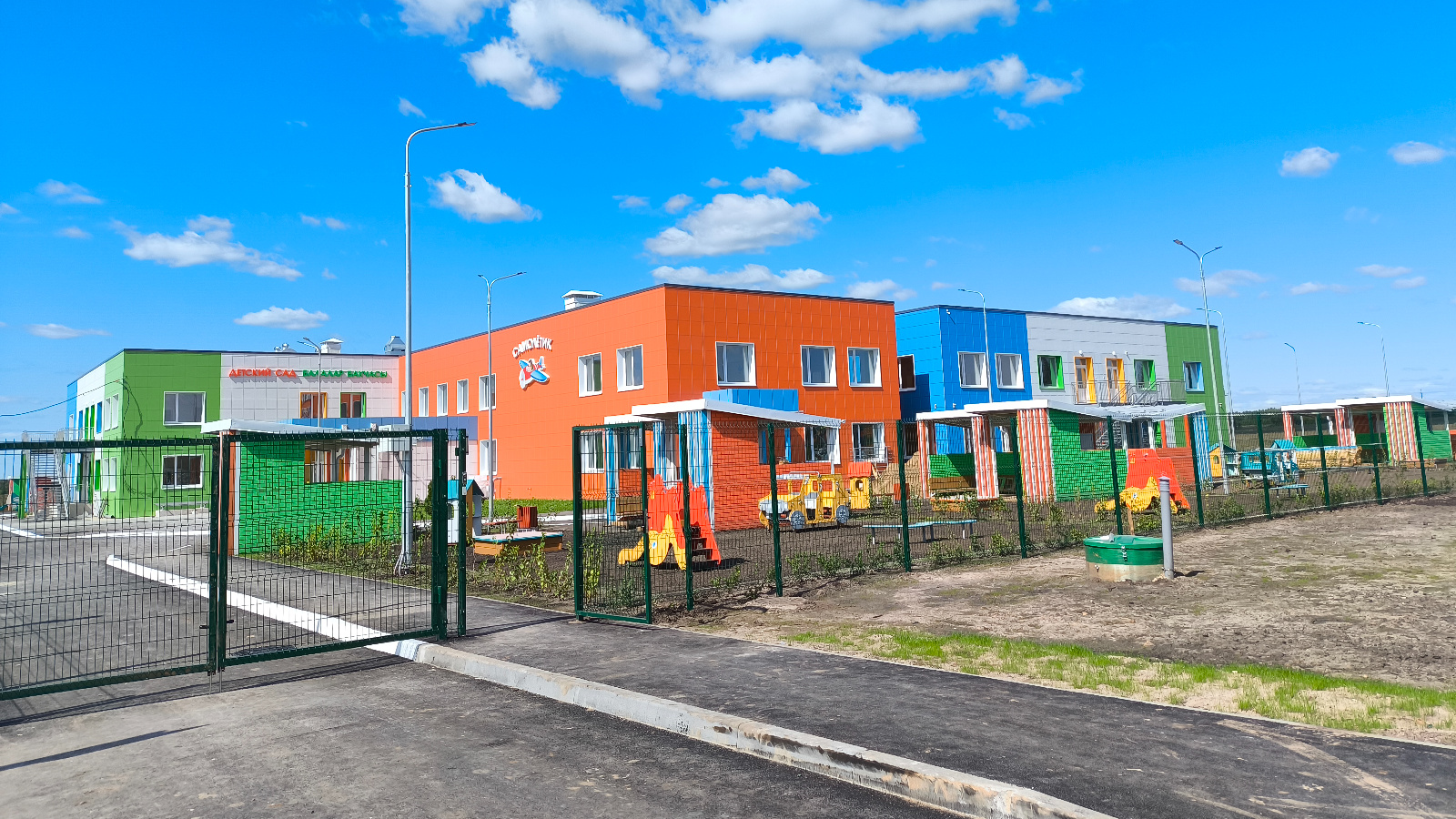
Новый детский сад «Самолётик» построен в селе Малые Кабаны

Новый детский сад «Самолётик» построен в селе Малые Кабаны. Новый детский сад возведён в рамках национального проекта «Демография».